# 12e étape du Tour d'Italie 2012
La 12e étape du Tour d'Italie 2012 s'est déroulée le jeudi 17 mai 2012, entre les villes de Seravezza et de Sestri Levante sur 155 km. Elle a été remportée par le Danois Lars Ytting Bak, de l'équipe Lotto-Belisol, qui a devancé ses compagnons d'échappée. L'Espagnol Joaquim Rodríguez conserve le maillot rose.

## Déroulement de la course
Un groupe d'échappés se forme après une cinquantaine de kilomètres de course. Il comprend Andrey Amador (Movistar), Lars Ytting Bak (Lotto-Belisol), Jan Bakelants (RadioShack-Nissan), Sandy Casar (FDJ-BigMat), Michał Gołaś (Omega Pharma-Quick Step), Martijn Keizer (Vacansoleil-DCM), Jackson Rodríguez (Androni Giocattoli-Venezuela), Ivan Santaromita (BMC Racing) et Amets Txurruka (Euskaltel-Euskadi).
L'équipe Katusha, du porteur du maillot rose Joaquim Rodríguez, roule seule en tête du peloton. L'écart avec le groupe d'échappé atteint sept minutes à moins de 40 kilomètres de l'arrivée. Sandy Casar est alors maillot rose « virtuel ». Grâce au relai temporaire accordé par l'équipe Liquigas-Cannondale à Katusha, le retard passe à cinq minutes.
Pendant ce temps, Michał Gołaś, passé en tête aux deux premières côtes répertoriées, s'échappe dans la troisième. Il poursuit dans la descente. Il compte jusqu'à 25 secondes d'avance, mais est rattrapé par ses poursuivants à 14 kilomètres de l'arrivée, et deux kilomètres avant le sommet de la dernière côte. Sandy Casar mène le groupe dans cette ascension, afin d'obtenir le maillot rose à l'arrivée. Amador attaque, suivi de Santaromita et Casar. Ils sont rejoints dans la descente par Bak, Bakelants et Txurruka. À moins de six kilomètres de l'arrivée, Amador tente à nouveau de s'échapper, sans succès. Jackson Rodríguez rejoint le groupe de tête. À 1,5 kilomètre de l'arrivée, Bak attaque. Les autres coureurs tardent à réagir. Bak remporte l'étape en passant la ligne d'arrivée avec 11 secondes d'avance sur Casar, qui devance Amador au sprint.
Joaquim Rodríguez arrive dans le peloton 3 minutes et 34 secondes après Lars Ytting Bak. Il conserve par conséquent le maillot rose. Sandy Casar est désormais troisième du classement général, à 26 secondes, et Ivan Santaromita cinquième, à 49 secondes.
Michał Gołaś, premier aux trois premières des quatre ascensions de l'étape, est le nouveau leader du classement de la montagne.

## Classement de l'étape
|    | Coureur             | Pays       | Équipe                       |    | Temps           |
| -- | ------------------- | ---------- | ---------------------------- | -- | --------------- |
| 1  | Lars Ytting Bak     | Danemark   | Lotto-Belisol                | en | 3 h 58 min 55 s |
| 2  | Sandy Casar         | France     | FDJ-BigMat                   | +  | 11 s            |
| 3  | Andrey Amador       | Costa Rica | Movistar                     |    | 11 s            |
| 4  | Jan Bakelants       | Belgique   | RadioShack-Nissan            |    | 11 s            |
| 5  | Ivan Santaromita    | Italie     | BMC Racing                   |    | 11 s            |
| 6  | Jackson Rodríguez   | Venezuela  | Androni Giocattoli-Venezuela |    | 11 s            |
| 7  | Amets Txurruka      | Espagne    | Euskaltel-Euskadi            |    | 11 s            |
| 8  | Martijn Keizer      | Pays-Bas   | Vacansoleil-DCM              |    | 43 s            |
| 9  | Michał Gołaś        | Pologne    | Omega Pharma-Quick Step      |    | 48 s            |
| 10 | Juan Antonio Flecha | Espagne    | Sky                          |    | 3 min 34 s      |

## Classement général
|    | Coureur           | Pays     | Équipe                  |    | Temps            |
| -- | ----------------- | -------- | ----------------------- | -- | ---------------- |
| 1  | Joaquim Rodríguez | Espagne  | Katusha                 | en | 51 h 19 min 08 s |
| 2  | Ryder Hesjedal    | Canada   | Garmin-Barracuda        | +  | 17 s             |
| 3  | Sandy Casar       | France   | FDJ-BigMat              |    | 26 s             |
| 4  | Paolo Tiralongo   | Italie   | Astana                  |    | 32 s             |
| 5  | Ivan Santaromita  | Italie   | BMC Racing              |    | 49 s             |
| 6  | Roman Kreuziger   | Tchéquie | Astana                  |    | 52 s             |
| 7  | Beñat Intxausti   | Espagne  | Movistar                |    | 52 s             |
| 8  | Ivan Basso        | Italie   | Liquigas-Cannondale     |    | 57 s             |
| 9  | Damiano Caruso    | Italie   | Liquigas-Cannondale     |    | 1 min 02 s       |
| 10 | Dario Cataldo     | Italie   | Omega Pharma-Quick Step |    | 1 min 03 s       |

## Classements annexes

### Classement par points
|   | Cycliste          | Pays        | Équipe          | Points |
| - | ----------------- | ----------- | --------------- | ------ |
| 1 | Mark Cavendish    | Royaume-Uni | Sky             | 77     |
| 2 | Matthew Goss      | Australie   | Orica-GreenEDGE | 65     |
| 3 | Joaquim Rodríguez | Espagne     | Katusha         | 55     |

### Classement du meilleur grimpeur
|   | Cycliste             | Pays     | Équipe                       | Points |
| - | -------------------- | -------- | ---------------------------- | ------ |
| 1 | Michał Gołaś         | Pologne  | Omega Pharma-Quick Step      | 33     |
| 2 | Miguel Ángel Rubiano | Colombie | Androni Giocattoli-Venezuela | 24     |
| 3 | Paolo Tiralongo      | Italie   | Astana                       | 9      |

### Classement du meilleur jeune
|   | Cycliste       | Pays     | Équipe              |    | Temps            |
| - | -------------- | -------- | ------------------- | -- | ---------------- |
| 1 | Damiano Caruso | Italie   | Liquigas-Cannondale | en | 51 h 20 min 10 s |
| 2 | Rigoberto Urán | Colombie | Sky                 | +  | 8 s              |
| 3 | Sergio Henao   | Colombie | Sky                 |    | 25 s             |

### Classement par équipes

#### Classement au temps
|   | Équipe              | Pays       |    | Temps             |
| - | ------------------- | ---------- | -- | ----------------- |
| 1 | Movistar            | Espagne    | en | 152 h 43 min 08 s |
| 2 | Liquigas-Cannondale | Italie     | +  | 1 min 51 s        |
| 3 | BMC Racing          | États-Unis |    | 2 min 02 s        |

#### Classement aux points
|   | Équipe            | Pays       | Points |
| - | ----------------- | ---------- | ------ |
| 1 | Garmin-Barracuda  | États-Unis | 215    |
| 2 | RadioShack-Nissan | Luxembourg | 173    |
| 3 | Orica-GreenEDGE   | Australie  | 168    |

## Abandons
- William Bonnet (FDJ-BigMat) : non-partant
- Mads Christensen (Saxo Bank) : abandon
- Tomasz Marczyński (Vacansoleil-DCM) : hors-délais